# Cervantes Intézet (Budapest)
A budapesti Cervantes Intézet (spanyolul: Instituto Cervantes de Budapest)  2004. szeptember 8-án Fülöp trónörökös jelenlétében nyílt meg a spanyol nagykövetség alárendeltségében. A kulturális központ a nemzetközi Cervantes Intézet hálózatának magyarországi tagjaként Budapest VI. kerületében, a Vörösmarty utca 32. szám alatt található.

## Működése, kulturális tevékenysége
A 2007 decemberében aláírt Lisszaboni Szerződés kiemelt figyelmet fordít a kultúrára. A szerződés szerint az Európai Unió egyik fő célja, hogy tiszteletben tartsa saját kulturális és nyelvi sokféleségét, továbbá, hogy biztosítsa Európa kulturális örökségének megőrzését és további gyarapítását. Az Európai Unió szerepe tehát elsősorban a kultúrák és kulturális örökségek megőrzésében, egymás kultúrájának megismerésében, a kultúrák közötti párbeszédben van. Nagyon fontos tehát a különböző államok közti kulturális együttműködések szerepe, amely lehetőséget nyújt az előbbiekben leírtak kivitelezésére. Ilyen együttműködés része a budapesti Cervantes Intézet is.
A spanyol nyelv tanítása mellett a Cervantes Intézet Spanyolország és a spanyol nyelvű országok kultúrájának terjesztésével is foglalkozik. Rendezvényeik megvalósításának és sikerességének érdekében több magánszervezettel valamint állami intézményekkel is együttműködnek. Találkozóhelyet biztosítanak a különböző területeken tevékenykedő szakemberek számára is. Intézményük köreiben kutatóknak és íróknak biztosítanak platformot viták folytatására, kerekasztal beszélgetésekre, szemináriumok, valamint konferenciák tartására; irodalom, nyelvészet, művészet, film, történelem és számos más témában.
Az Intézet budapesti tagintézménye múzeumokkal, galériákkal, színházakkal, könyvkiadókkal és más magyar, spanyol és hispánamerikai kulturális intézményekkel működik együtt.

## Nyelvoktatás

### Spanyol nyelvoktatás és vizsgák
A Cervantes Intézet a spanyol nyelv oktatása és a tanárok továbbképzése mellett vezető szerepet tölt be a spanyol nyelvtudás értékelésében és igazolásában is. A Cervantes Intézet biztosítja tanulói és minden más érdeklődő számára a spanyol nyelvtudás hivatalos igazolásának lehetőségét.
Az intézmény segédletével zajlanak a legrangosabb, nemzetközileg leginkább elismert spanyol vizsgák: az úgynevezett DELE (Diplomas de Español como Lengua Extranjera) és a SIELE spanyol nyelvvizsgák.

### Spanyoltanári képzés
Oktatási munkájuk során számos ország tanárai számára fontos referenciapontot jelent a Cervantes Intézet, hogy megismerjék a legújabb didaktikai módszereket vagy egyéb forrásokat. Ezért évente több, mint 8700 spanyol nyelvtanár vesz részt a Cervantes Intézet által szervezett továbbképzési tanfolyamokon, akár bevezető, akár haladó szinten.

### Könyvtár
A Budapesti Cervantes Intézet könyvtára Ernesto Sabato író nevét viseli. Névadója 1984-ben elnyerte a Cervantes Irodalmi Díjat. A könyvtár feladata, hogy a spanyol és hispánamerikai kultúrákat és nyelveket megismertető művek gondosan válogatott gyűjteményét bocsássa az olvasók rendelkezésére, valamint, hogy az intézet tanulói számára olyan tankönyvek és kiegészítő anyagok kölcsönzésére adjon lehetőséget, amelyek segítik őket a spanyol nyelv elsajátításában.